# 박지혜 (1978년)
박지혜(1978년 10월 31일~)는 대한민국의 정치인, 법조인이다. 제22대 국회의원이다.
2023년 12월, 더불어민주당에 인재영입 형태로 입당했다. 제22대 국회의원 선거를 앞두고 의정부시 갑 선거구에 출마를 선언했으며 문석균 예비후보와 치러진 당내 경선을 통하여 공천을 받았다. 본 선거에서 54.89%의 득표율을 기록하면서 당선되었다.

## 학력
- 전곡국민학교 졸업
- 전곡중학교 졸업
- 1994~1997 경기과학고등학교 졸업
- 1997~2001 서울대학교 조선해양공학, 경영학 학사
- 2001~2003 서울대학교 환경대학원 환경계획학 석사과정 수료
- 2003~2004 스웨덴 룬드대학교 환경경영 및 정책 석사
- 2014~2017 서울대학교 법학전문대학원 법학 전문석사
- 2017~2021 서울대학교 법과대학원 환경법 전공 박사

## 경력
- 2005년~2007년: 에코프론티어 선임연구원
- 2007년~2014년: SK텔레콤 CSR매니저
- 2017년: 제6회 변호사시험 합격
- 2017년~2018년: 녹색법률센터 상근변호사
- 2019년~2022년: 기후솔루션 이사
- 2022년~2023년: 사단법인 플랜 1.5 공동대표
- 2023년: 에너지전환포럼 감사
- 2024년 4월~2025년 8월: 더불어민주당 디지털전략사무부총장
- 2024년 4월 10일 대한민국 제22대 국회의원 선거 당선(경기 의정부시 갑, 더불어민주당, 초선)
- 더불어민주당 기본사회위원회 전략본부 부위원장
- 더불어민주당 기본사회위원회 에너지분과위원장
- 2024년 5월~: 더불어민주당 경기도당 의정부시 갑 지역위원회 위원장
- 2025년 3월~: 더불어민주당 경기도당 기본사회위원회 수석부위원장
- 2025년 4월~2025년 6월: 제21대 대통령 선거 더불어민주당 이재명 대통령 후보 진짜 대한민국 선거대책위원회 홍보본부 부본부장
- 2025년 8월~: 더불어민주당 대변인
- 2025년 8월~: 더불어민주당 사법개혁특별위원회 위원

### 의정 활동
- 2024년 5월 30일~: 제22대 국회의원(경기 의정부시 갑, 더불어민주당, 초선)
  - 2024년 6월~: 제22대 국회 전반기 산업통상자원중소벤처기업위원회 위원
  - 2024년 6월~2025년 6월: 제22대 국회 전반기 예산결산특별위원회 위원
  - 2025년 3월~2025년 8월: 제22대 국회 기후위기 특별위원회 위원
  - 2025년 7월~2025년 7월: 제22대 국회 헌법재판소 재판관 후보자를 겸하는 헌법재판소장(김상환) 임명동의에 관한 인사청문 특별위원회 위원
  - 2025년 8월~: 제22대 국회 기후위기 특별위원회 간사

## 역대 선거 결과
| 실시년도 | 선거   | 대수 | 직책     | 선거구           | 정당         | 득표수   | 득표율          | 순위 | 당락 | 비고 |
| -------- | ------ | ---- | -------- | ---------------- | ------------ | -------- | --------------- | ---- | ---- | ---- |
| 2024년   | 총선   | 22대 | 국회의원 | 경기 의정부시 갑 | 더불어민주당 | 59,660표 | \| \| 54.89% \| | 1위  |      | 초선 |
|          | 54.89% |      |          |                  |              |          |                 |      |      |      |

## 같이 보기
- 의정부시 갑
- 의정부시의 국회의원